# Pedoculina garciagomezi
Pedoculina garciagomezi is een vlokreeftensoort uit de familie van de Caprellidae. De wetenschappelijke naam van de soort is voor het eerst geldig gepubliceerd in 1995 door Sanchez-Moyano, Carballo & Estacio.